# Moos (Gemeinde Glödnitz)
Moos ist eine Ortschaft in der Gemeinde Glödnitz im Bezirk Sankt Veit an der Glan in Kärnten. Die Ortschaft hat 17 Einwohner (Stand 1. Jänner 2024).

## Lage
Moos liegt in der Katastralgemeinde Glödnitz, am Talboden des Glödnitztals, etwa 4 km nordnordwestlich des Gemeindehauptorts Glödnitz.
Zur Ortschaft gehören die Häuser Mooserhube (Nr. 1; daneben befand sich früher Teuchner), Unterwieser (Wieser, Nr. 3), Frieserhube (Nr. 4) und mehrere Häuser ohne Vulgonamen (Nr. 6, 7 und 8).

## Geschichte
1248 wird Mus urkundlich genannt.

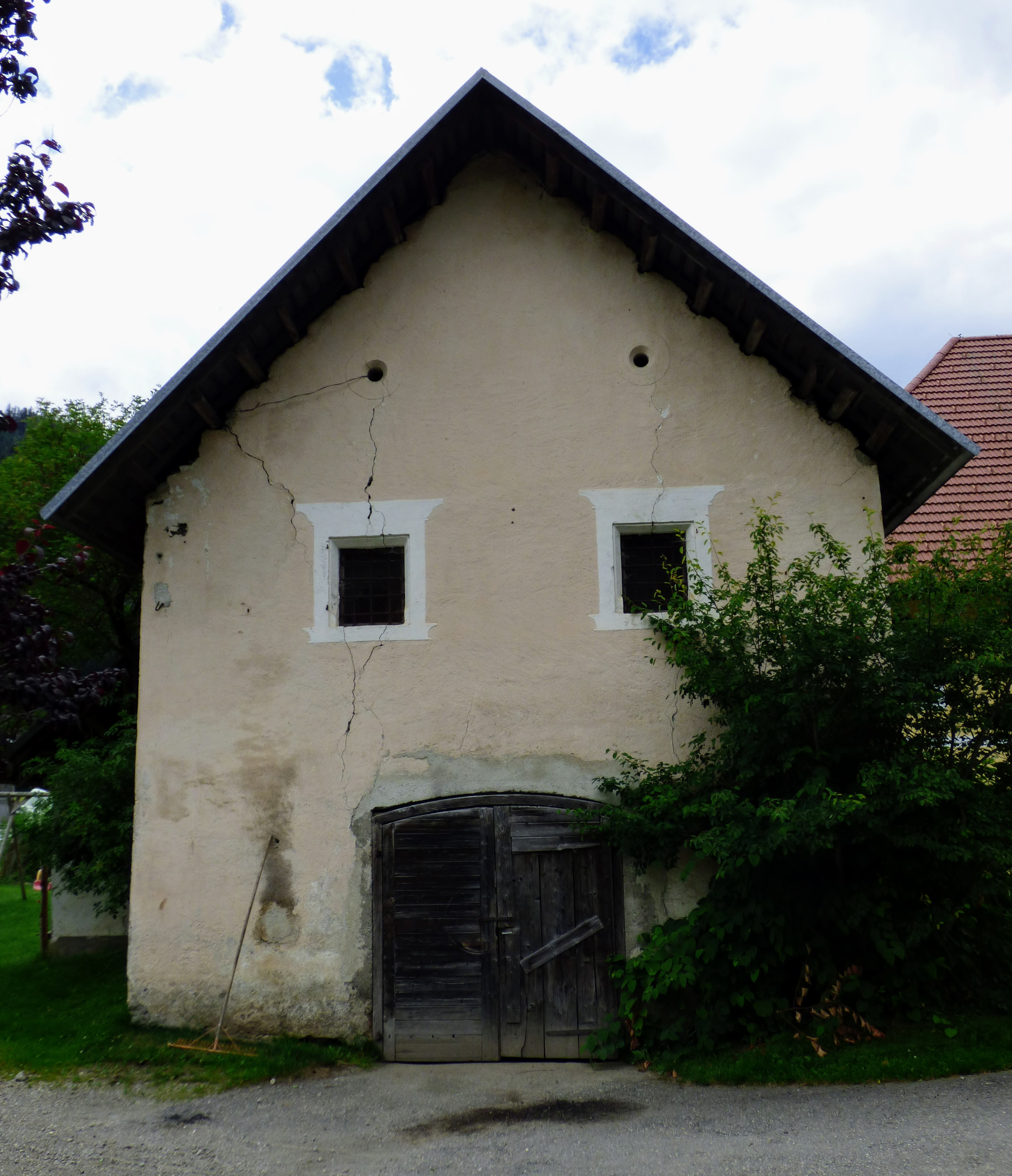
Mauerspeicher der Mooserhube, mit Kratzputzverzierung.

Bei Gründung der Ortsgemeinden Mitte des 19. Jahrhunderts kam Moos an die Gemeinde Glödnitz. Bei der Kärntner Gemeindestrukturreform von 1973 kam der der Ort an die damals neu errichtete Gemeinde Weitensfeld-Flattnitz, seit deren Auflösung 1991 gehört die Ortschaft wieder zur Gemeinde Glödnitz.

## Bevölkerungsentwicklung
Für die Ortschaft ermittelte man folgende Einwohnerzahlen:
- 1869: 4 Häuser, 57 Einwohner[3]
- 1880: 2 Häuser, 33 Einwohner[4]
- 1890: 3 Häuser, 33 Einwohner[5]
- 1900: 4 Häuser, 38 Einwohner[6]
- 1910: 4 Häuser, 21 Einwohner[7]
- 1923: 4 Häuser, 27 Einwohner[8]
- 1934: 44 Einwohner[9]
- 1961: 8 Häuser, 58 Einwohner[10]
- 2001: 8 Gebäude (davon 6 mit Hauptwohnsitz) mit 9 Wohnungen; 25 Einwohner und 2 Nebenwohnsitzfälle; 7 Haushalte; 0 Arbeitsstätten, 2 land- und forstwirtschaftliche Betriebe[11]
- 2011: 8 Gebäude, 19 Einwohner, 6 Haushalte, 1 Arbeitsstätte[12]
- 2021: 7 Gebäude, 16 Einwohner, 6 Haushalte, 2 Arbeitsstätten[13]